# Keraymonia cortiformis
Keraymonia cortiformis är en flockblommig växtart som beskrevs av Cauwet och S.B.Malla. Keraymonia cortiformis ingår i släktet Keraymonia och familjen flockblommiga växter. Inga underarter finns listade i Catalogue of Life.